# 应用层协议协商
应用层协议协商（Application-Layer Protocol Negotiation，简称ALPN）是一个传输层安全协议（TLS）扩展，ALPN 使得应用层可以协商在安全连接层之上使用什么协议，避免了额外的往返通讯，并且独立于应用层协议。 ALPN 用于 HTTP/2 连接，和HTTP/1.x 相比，ALPN 的使用增强了网页的压缩率减少了网络延时。ALPN 和 HTTP/2 协议是伴随着 Google 开发 SPDY 协议出现的。
Google Chrome从版本20（2012年）开始，使用早期的Next Protocol Negotiation（NPN）扩展的网站被禁用TLS False Start。
NPN已被重制的版本替代——即ALPN。2014年7月11日，ALPN被发布为RFC 7301。

## 支持
下列库支持ALPN：
- GnuTLS从2013年5月发布的3.2.0版本开始。[2]
- MatrixSSL从2014年12月发布的3.7.1版本开始。[3]
- Network Security Services从2014年4月发布的3.15.5开始。[4]
- OpenSSL从2015年1月发布的1.0.2开始。[5]
- LibreSSL从2015年1月发布的2.1.3开始。[6]
- mbed TLS (previously PolarSSL)从2014年4月发布的1.3.6开始。[7]
- SChannel从8.1 / 2012 R2开始。
- s2n从它2015年6月发布之初支持。
- wolfSSL (formerly CyaSSL)从2015年10月发布的3.7.0开始。[8]